# Monmouth (Illinois)
Monmouth je grad u američkoj saveznoj državi Ilinois. Prema popisu stanovništva iz 2010. u njemu je živjelo 9.444 stanovnika.